# آلفرد بولنوآ
آلفرد بولنوآ (فرانسوی: Alfred Boulnois‎؛ زادهٔ) دوچرخه‌سوار اهل فرانسه است.